# Religion in Geschichte und Gegenwart
Religion in Geschichte und Gegenwart (dosl.: Náboženství v dějinách a v současnosti, zkratka: RGG) je německá teologická a religionistická encyklopedie, kterou vydalo tübingenské nakladatelství Mohr-Siebeck.
Těžiště jejího obsahu spočívá v křesťanství, obsahuje ale mnoho témat z jiných náboženství, filozofie, etiky, politologie, ekonomie, psychologie, sociologie a literatury. Převládají v ní přitom liberálně teologické názory. Nejaktuálnější je osmisvazkové čtvrté vydání (RGG4), rejstřík by měl vyjít roku 2007.

## Vydání
První vydání (vyd. Friedrich Michael Schiele a Leopold Zscharnack) vyšlo v letech 1909–1913. Představovalo shrnutí teologického zkoumání až do 19. století. Vyvinulo se z liberální religionisticko-teologické edice Heften für Religion in Geschichte und Gegenwart.
Druhé, úplně přepracované vydání (vyd. Hermann Gunkel a Leopold Zscharnack) vyšlo v letech 1927–1931. Výraznějším způsobem se v něm propojilo náboženství s kulturou a zohlednili se nekřesťanská náboženství.
Třetí vydání (vyd. Kurt Galling) vyšlo v letech 1957–1962. Reflektovalo teologickou situaci po druhé světové válce a rozvoj ekumenické spolupráce.
Čtvrté vydání (vyd. Hans Dieter Betz a kol., zkratka: RGG4) vyšlo v letech 1998–2005. Snaží se vyrovnat s novou teologickou situací na začátku 21. století. Články se zaobírají současným stavem poznaní, problematikou metodologie a novými oblastmi bádání. Do slovníku přispělo téměř 4000 autorů ze 74 zemí.